# Въглерод-14
Въглерод-14 (14C), наричан също радиовъглерод, е радиоактивен изотоп на въглерода, съдържащ 6 протона и 8 неутрона. За пръв път е изолиран на 27 февруари 1940 година от Мартин Кеймън и Сам Рубен в Калифорнийския университет в Бъркли.
В естествени условия на Земята се срещат три изотопа на въглерода: 99% от общото количество е въглерод-12, 1% е въглерод-13, а от въглерод-14 се срещат само следи — към 0,0000000001% от въглерода в атмосферата. Периодът на полуразпад на изотопа е 5730±40 години, при което той се трансформира в азот-14 чрез бета разпад. Основният естествен източник на въглерод-14 на Земята е действието на космическите лъчи върху азота, но известен принос имат и ядрените опити на открито в периода 1955-1980 година.
Присъствието на въглерод-14 в органични материали е основата на метода на радиовъглеродното датиране за определяне на възрастта на археологически и геоложки проби. Тъй като различните изотопи на въглерода имат практически еднакви химични свойство, в химическите и биологични изследвания въглерод-14 се използва за изотопно маркиране.